# MCA唱片
MCA唱片 (英語：MCA Records) 是一家美国唱片公司，由MCA公司于1972年成立，MCA唱片从20世纪60年代起就以该名称在英国发行过唱片。该厂牌在20世纪70年代取得了成功，通常是通过收购其他唱片公司来实现的，从ABC唱片到摩城唱片再到格芬唱片公司。1996年，MCA公司更名为环球音乐集团，MCA唱片于2003年并入环球音乐集团的格芬唱片，但环球的MCA纳什维尔唱片继续使用这个名字。 